# 美山連絡道
美山連絡道，即美山路，為位於台灣新竹市香山區美山里的道路，連接省道快速公路台61線（西部濱海快速公路）與省道台1線，全長約0.36公里，曾於民國97年（2008年）被記者封為「全台最寬大的巷子」。

## 道路資訊
此道路為雙向8線道、路寬約37公尺，呈東西走向。其起點位於省道台1線（中華路五段）路口，終點位於省道快速公路台61線80K+897處的美山平交匝道，全長約0.36公里。
此路南側的排水溝是美山里和朝山里的界線，北邊為美山里，南邊為朝山里。:11、54

## 道路沿革
此路附近2甲（約1.9398公頃、5867.99808坪）土地原為陳姓農民家族所有、已傳承三代，約自民國50年代（1960年代）起因開闢或拓寬道路、打通平交道等原因被徵收，至民國103年（2014年）時共被徵收7次，剩下約2分（0.19398公頃、586.799808坪）的土地，其中1次即為開闢美山連絡道。
此路開通後被編為中華路五段416巷，由於路寬約37公尺、擁有雙向8線道，故於民國97年（2008年）被記者封為「全台最寬大的巷子」。民國98年（2009年）8月10日時此巷道改名為美山路。
民國80年（1991年）新竹生活圈道路系統建設計劃中即有規劃一條連接台61線與茄苳景觀大道的道路（下稱R1道路），民國102年（2013年）內政部營建署及台灣世曦工程顧問公司的規劃中此道路西起美山連絡道，跨越台1線、縱貫鐵路，經過青青草原向東銜接茄苳景觀大道，全長4.3公里，總工程費預計為新台幣17億元，建設經費由立委呂學樟、柯建銘，政務委員林政則等人向中央爭取，並受到新竹市長許財利、香山區長黃錦源、香山區各里長之支持。

## 相關事件
民國103年（2014年）時為開闢R1道路，陳姓農民的土地面臨第8次徵收，由於生計被影響、徵收政策反覆、質疑開發必要性等理由，遂與另一位溫姓地主、廢除R1行動聯盟於同年9月17日向監察委員高鳳仙陳情、希望廢除該道路，苗栗縣大埔事件拆遷戶張藥房之遺孀彭女士、綠黨新竹市東區市議員參選人楊志翔到場聲援，同場合也有香山區里長表達支持開路立場。對此新竹市政府工務處表示僅有3名地主反對徵收，其他多數都同意，只是對土地價格有疑義；新竹市政府都市發展處則表示陳姓農民的土地位在朝山都市計畫範圍內，已辦理跨區的區段徵收，應可配回建地，如無法進行則採市價徵收方式處理。
民國104年（2015年）新竹市長林智堅表示由於地方有不同意見、道路經費可能排擠其他建設甚至拖累財政等原因，暫緩推動R1道路，會將原本的預算用於改善香山地區交通、推動路平專案，陳姓農民則表示鬆了一口氣。

## 註解
1. ↑  此論點為民國110年4月1日以內政部戶政司「村里街路門牌查詢」系統查詢所得，查詢網址見，查詢結果見